# Lauriane Sallin

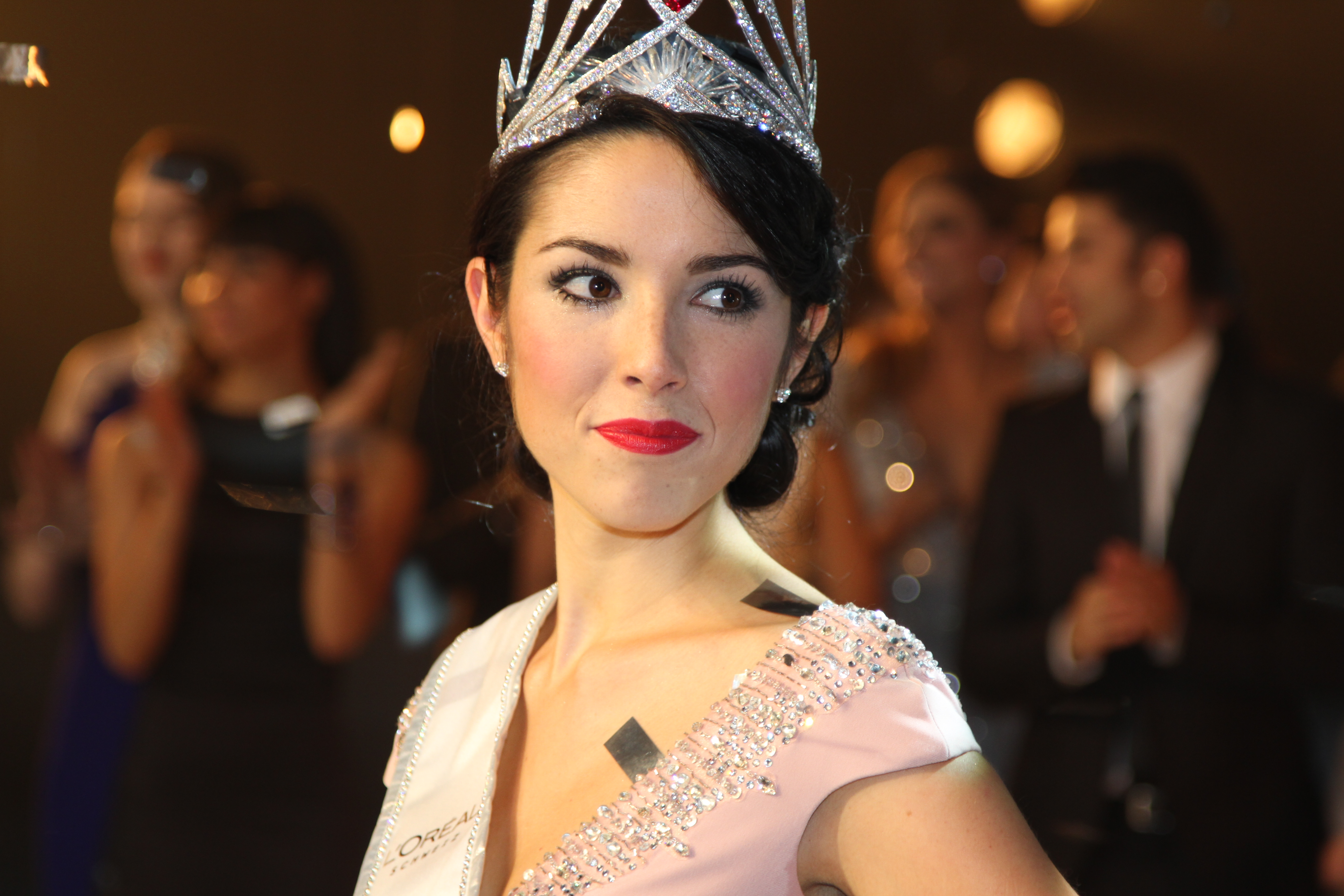
Lauriane Sallin an der Miss Schweiz Wahl 2015 kurz nach der Krönung

Lauriane Sallin (* 11. August 1993) ist ein Schweizer Model. Anfang November 2015 wurde sie zur Miss Schweiz gewählt.

## Leben
Sallin studierte bis 2015 Kunstgeschichte und Literatur, unterbrach dieses jedoch nach drei Semestern zugunsten ihrer Amtszeit.
Im April 2018 heiratete sie den griechischen Künstler Giorgos Palamaris. Sie ist Mutter eines Mädchens (* 2018) und eines Jungen (* 2021). Mit ihrer Familie lebt sie in Belfaux bei Freiburg und auf Tinos, der Heimatinsel ihres Mannes.
2019 stellte Sallin eigene Bilder in einer Freiburger Galerie aus.